# Солонцы (Хабаровский край)
Солонцы́ — село в Ульчском районе Хабаровского края. Административный центр Солонцовского сельского поселения.
Ульчское стойбище на протоке Ухта в XVIII веке называлось Сильчура. Переселенцы из Астрахани, поселившиеся здесь в конце XIX века переименовали его в Солонцы. С установлением советской власти здесь была образована национальная рыболовецкая артель «Нельма», позднее преобразованная в колхоз. Русские поселенцы объединились в артели «Удыль» и «Волга», которые впоследствии вошли в колхоз «Удыль».

## Население
| 2002 | 2010 | 2011 | 2012 | 2021 |
| ---- | ---- | ---- | ---- | ---- |
| 568  | ↘463 | ↘460 | ↘446 | ↘320 |